# Parque nacional Buiratau
El parque nacional Buiratau (Kazajo: Бұйратау ұлттық паркі, Buırataý ulttyq parki) o parque nacional natural Buyratau fue creado en 2011 para preservar una zona de transición única entre los ecosistemas de la estepa seca y el bosque semiárido de las tierras altas centrales de Kazajistán. El parque se extiende a ambos lados de la frontera entre el distrito de Ereymentau de la región de Akmola (60.815 ha) y el distrito de Osakarov de la región de Karagandá (28.154 ha), y está a unos 60 km al este de la capital, Astaná .

## Topografía
La zona es de estepa seca en el norte, con más bosque en las colinas al sur y rodales de alisos y abedules a lo largo de los arroyos. El relieve es de crestas bajas y colinas de las Montañas Erementau, con llanuras intermontañosas. Hay muchas cuencas cerradas con lagos salados muy poco profundos (menos de 1 metro); se puede encontrar agua subterránea dulce a profundidades de 1 a 17 metros.
El parque se formó combinando la reserva central original con el antiguo parque zoológico Belodymov y la antigua reserva natural de Ereimentaou.

## Clima
El clima es "clima frío semiárido (clasificación de Koeppen BSk: veranos cálidos y secos con inviernos fríos. 280 mm de precipitaciones al año (máximo en verano). La temperatura media oscila entre -16 °C (3 °F) en enero y 20 °C (68 °F) en julio.

## Flora y fauna

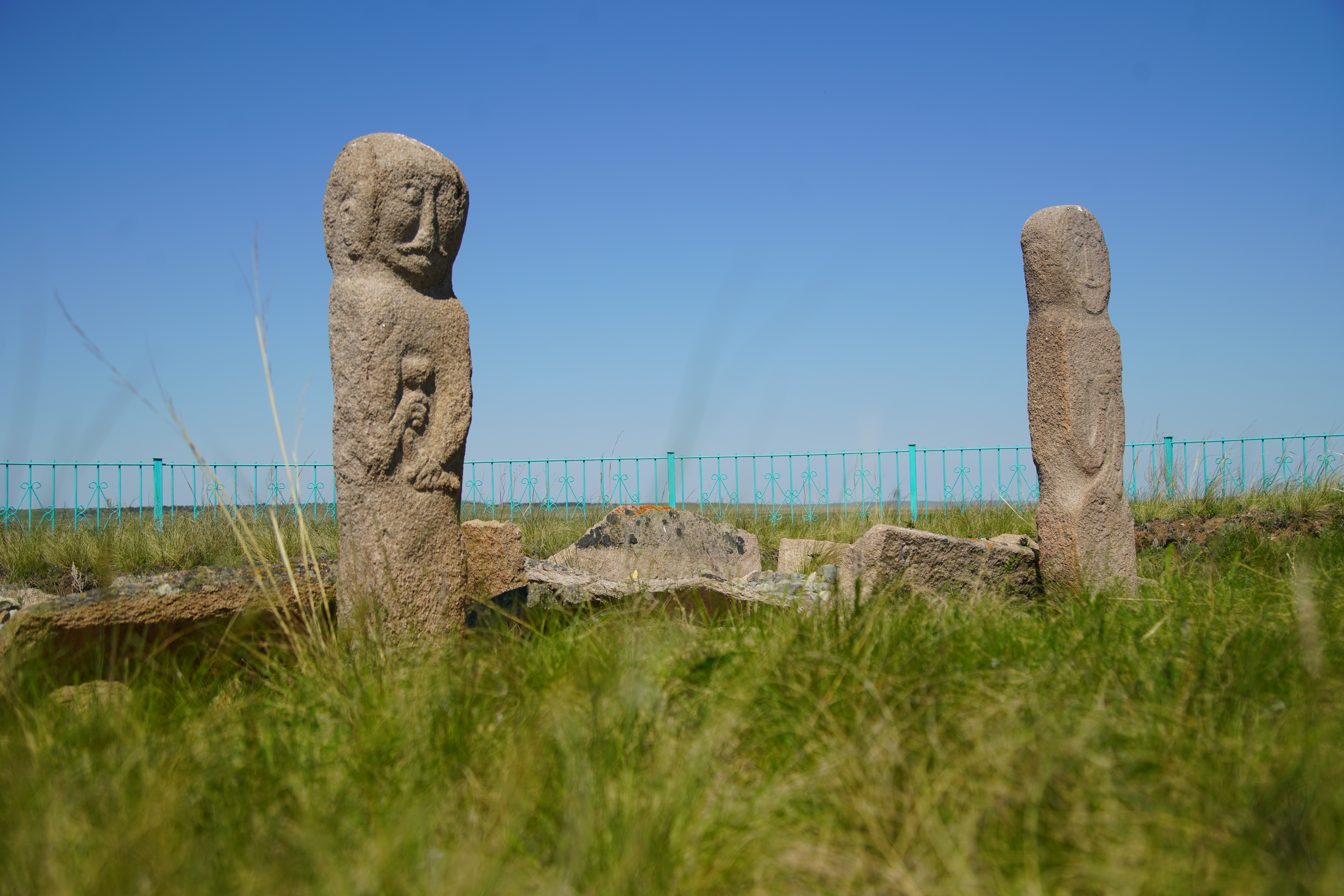
Cos-Batir.

Además de los bosques relictos, las plantas comunes de la zona incluyen el guisante siberiano de matorral (Caragana arborescens) y la hierba de pluma (Stipa). Los científicos han registrado más de 450 especies de plantas vasculares en el parque, que representan el 20% de las especies de las tierras altas de Kazakak Central.
La zona también es conocida por las ovejas salvajes de Yereimantau, que mantienen aproximadamente 200 individuos. Se han registrado 45 especies de mamíferos en la zona y 227 especies de aves..

## Turismo
Hay cuatro rutas turísticas en el parque; en verano se ofrecen tours individuales y en grupo. Se cobra una pequeña cuota de admisión en la entrada